# Samtgemeinde Marklohe
Samtgemeinde Marklohe er en Samtgemeinde ("fælleskommune" eller amt) nord for Nienburg mod vest i den centrale del af Landkreis Nienburg/Weser i den tyske delstat Niedersachsen. Administrationen ligger i byen Marklohe.

## Geografi
Samtgemeinde Marklohe, der har 8434 indbyggere (2012) og et areal på 106,42 km², ligger nordvest for Nienburg og vest for floden Weser der danner en del af den østlige kommunegrænse. Den består af kommunerne:
- Balge
- Marklohe
- Wietzen